# Money, Money
Money Money és un concurs de televisió produït per Gestmusic que s'emet a Cuatro de dilluns a divendres de 19,20 a 20,25h. Està presentat per en Josep Lobató.